# ¡Qué bueno, qué bueno!
Chansons représentant l'Espagne au Concours Eurovision de la chanson
Caracola
(1964) Yo soy aquél
(1966)
¡Qué bueno, qué bueno! (« Que c'est bon, que c'est bon ! ») est une chanson interprétée par Conchita Bautista, sortie en 45 tours en 1965.
C'est la chanson ayant été sélectionnée pour représenter l'Espagne au Concours Eurovision de la chanson 1965.

## À l'Eurovision

### Sélection
Le 7 février 1965, la chanson ¡Qué bueno, qué bueno!, interprétée par Conchita Bautista est sélectionnée lors de la finale nationale pour représenter l'Espagne au Concours Eurovision de la chanson 1965 le 20 mars à Naples, en Italie.
C'est la seconde fois que Conchita Bautista est sélectionnée pour représenter l'Espagne, après 1961 avec la chanson Estando contigo.

### À Naples
La chanson est intégralement interprétée en espagnol, langue officielle de l'Espagne, comme le veut la coutume avant 1966. L'orchestre est dirigé par Adolfo Ventas Rodríguez.
¡Qué bueno, qué bueno! est la troisième chanson interprétée lors de la soirée du concours, suivant I Belong de Kathy Kirby pour le Royaume-Uni et précédant Walking the Streets in the Rain de Butch Moore pour l'Irlande.
À l'issue du vote, elle n'obtient pas de points, se classant 15e et dernière — ex æquo avec Als het weer lente is de Lize Marke pour la Belgique, Aurinko laskee länteen de Viktor Klimenko pour la Finlande et Paradies, wo bist du? d'Ulla Wiesner pour l'Allemagne — sur 18 chansons,.

## Liste des titres
| A1. | ¡Qué bueno, qué bueno! | Antonio Figueroa |  |
| A2. | Yenka flamenca         | Pacho            |  |
| B1. | Reina por un día       | Pacho, Cástor    |  |
| B2. | Tienes duende          | Carmelo Larrea   |  |

## Historique de sortie
| Pays                 | Date | Format                   | Label     |
| -------------------- | ---- | ------------------------ | --------- |
| Allemagne de l'Ouest | 1965 | 45 tours                 | Metronome |
| Danemark             | 1965 | 45 tours                 | Metronome |
| Espagne,             | 1965 | 45 tours, super 45 tours | Belter    |
| France               | 1965 | super 45 tours           | Belter    |